# Петрозаводский порт
Петрозаво́дский порт — один из старейших российских портов, расположен на южном берегу Петрозаводской губы Онежского озера в черте города Петрозаводска.
Представляет комплекс сооружений для приёма и отправки, разгрузки, погрузки и стоянки судов, складирования грузов и обслуживания пассажиров.

## История
Впервые пристань Петрозаводска упоминается в донесении вице-коменданта Шуйских заводов А. С. Чоглокова ингерманландскому генерал-губернатору А. С. Меньшикову 28 августа 1704 г. — «пристань на Шуйских заводах строится».
Уже в сентябре 1704 года пристань была построена. Она предназначалась для доставки водным путём на Олонецкую верфь пушек с ядрами, произведённых на Шуйском оружейном заводе, и находилась в устье реки Лососинка.
В 1793 году была сооружена деревянная общественная пристань. В 1839—1840 годах на пристани был построен маяк за счёт города с привлечением пожертвований частных лиц и средств морского министерства, названный Константиновским по имени посетившего Петрозаводск великого князя Константина Николаевича. Издержки по содержанию маяка, включая содержание смотрителя, взял на себя город. В 1858 году маяк был перенесен на восточный угол новой поперечной дамбы.
Первый пароход пришел к петрозаводской пристани 7 августа 1828 г..
В 1860 году товариществом Петербуржско-Волжского пароходства было организовано регулярное сообщение между Петрозаводском и Санкт-Петербургом. Пароходом «Новая Ладога» буксировались баржи с изделиями Александровского-пушечного завода и кроме казённых грузов баржами перевозились пассажиры и «частные ручные клади».
Весной 1864 г. пристань и маяк при ней были разрушены ледоходом. На средства олонецкого губернатора Ю. К. Арсеньева и других благотворителей была построена новая пристань, которая получила имя «Александровской». Для борьбы с заторами льда, её строитель архитектор К. М. Гарнич-Гарницкий устроил специальные свайные кусты с железной оковкой. Александровская пристань была открыта в 1866 г..
В 1873 году открылось пароходное сообщение между Петрозаводском и Повенцом.
В 1875 году рядом с пристанью была построена спасательная станция.
В 1876 году открылось пароходное сообщение между Петрозаводском и Пудожем. С 1890 года был организован «круговой» маршрут Петрозаводск-Повенец-Пудож-Вознесенье.
В начале 1900-х годов по инициативе предпринимателей Петрозаводска было организовано «Онежское пароходное общество», закуплены современные пароходы и в 1906 году пароходы вышли на линию. Контора пароходного общества была открыта вблизи пристани на Владимирской улице.
В 1923 году пристань вошла в состав Северо-Западного речного пароходства Наркомвода СССР, с 1940 года — в составе Беломорско-Онежского пароходства.
В 1930-е годы пристань была одной из крупных пристаней Северо-Западного пароходства. Кроме грузовых, осуществлялись транзитные рейсы Ленинград-Петрозаводск-Медвежья Гора, пассажирские Петрозаводск-Шала, местные Петрозаводск-Соломенное-Судострой. На вокзале имелся зал ожидания с билетными кассами, общий зал для пассажиров, парикмахерская, ресторан-буфет.
С началом Советско-финской войны (1941—1944) суда Петрозаводской пристани были переданы в состав Онежской военной флотилии, Петрозаводск был оккупирован финскими войсками.
После освобождения Петрозаводска, в послевоенные годы, проходила модернизация оборудования пристани, построены железобетонные гидротехнические сооружения, было проведено оснащение портальными и плавучими кранами, поступили новые суда.
В 1961 году пристань была переименована в Петрозаводский порт. С 1962 года были организованы регулярные рейсы на остров Кижи, в Подпорожье, Медвежьегорск, Вытегру, Великую Губу. С завершением строительства Волго-Балтийского водного пути, с 1964 года порт начал принимать суда с Дона и Волги.
В 1967 году была построена железнодорожная ветка, которая связала грузовой причал порта с Октябрьской железной дорогой. В 1975 году было построено новое здание водного вокзала.
С 1 мая 2025 г. управление пассажирскими причалами № 1, 3 — 6 и берегоукреплением ведает БУ РК «Аэропорт «Петрозаводск».

## Начальники порта
- А. А. Георгиевский (с 1917)
- И. Т. Морозов
- П. А. Зелинский (1950—1954)
- И. Ф. Порозенко (1954—1977)
- Н. А. Бурдаков (1977—1984)
- Д. Н. Тихонов (1987—1990)
- И. Т. Надькин (1990—1998)
- Г. М. Огрюм (1999—2002)
- С. И. Розолинский

## Фотогалерея
|                                    |                                    |                                  |                                         |                        |
| Петрозаводская пристань (1915 год) | Петрозаводская пристань (1916 год) | Грузовой причал порта (2007 год) | Яхты на пассажирском причале (2014 год) | Здание Водного вокзала |